# Senta Anastasiá
Senta Anastasiá (en francès Sainte-Anastasie) és un municipi francès situat al departament del Gard i a la regió d'Occitània.